# Culex pandani
Culex pandani är en tvåvingeart som beskrevs av Jacques Brunhes 1969. Culex pandani ingår i släktet Culex och familjen stickmyggor.
Artens utbredningsområde är Madagaskar. Inga underarter finns listade i Catalogue of Life.